# Zator (miasto)
Zator (staropol. Zatór, niem. Neu(en)stadt, wil. Naojśtaod) – miasto w południowej Polsce, w województwie małopolskim, w powiecie oświęcimskim, siedziba gminy miejsko-wiejskiej Zator.
Miasto ma 3601 mieszkańców (stan na 1 stycznia 2024).

## Położenie
Miasto położone nad Skawą, w Kotlinie Oświęcimskiej, w historycznej, geograficznej i kulturowej Małopolsce (dawna ziemia krakowska). Znane z hodowli ryb – zwłaszcza karpia królewskiego – i cyklicznej imprezy Zatorskie Dni Karpia. Stolica Doliny Karpia.
Miasto zajmuje 11,51 km² (1 stycznia 2024).

## Toponimia
Nazwa pochodzi od wyrazu zator oznaczającego „zaparcie toru”, zablokowanie lub znaczne zwężenie drogi lub nurtu rzeki. Osada powstała więc w miejscu, gdzie prosty bieg rzeki został zahamowany, zmuszając do obejścia przeszkody. Taki naturalny zator jest widoczny na północ od miasta, a na południe od wsi Palczowice, gdzie Skawa ostro skręca na zachód. Oprócz naturalnej przeszkody nie brakowało też usypanych ręką człowieka, gdyż miejscowość od dawna słynęła z hodowli ryb, zwłaszcza karpia.
Lustracja z 1564 r. wyliczała w Zatorze 9 stawów, tj. 6 stawów w Łęgu (tzn. na przekopie od Skawy): Niżny, Bonar, Dąbrowny, Olszowy, Trzciany, Podwiesny (dodatkowo 5 odroślisk – gdzie odrastał narybek i 5 tarlisk) i 3 stawy w górnicy (tzn. na przekopie Wieprzówki): Borowy, Szydłowiecki, Nowy.
Po raz pierwszy Zator wspomniany został w 1228 r. w dokumencie wystawionym jakoby przez księcia Kazimierza I opolskiego jako darowizna dla Komesa Klemensa z rodu Świebodziców: „Contuli etiam prefate comiti Zator villam cum hominibus super Scauam et omni iure eorum” (dokument uchodzi za sfałszowany). Kasztelan Klemens zaś fundując klasztor Benedyktynek w Staniątkach obdarzył go Zatorem, co potwierdzał Konrad I mazowiecki w 1242 r. wymieniając Zator cum castoribus (z regale bobrowym, a więc prawem do łowienia bobrów). W 1243 r. mamy Zathor. Książę Bolesław V Wstydliwy w dokumencie wystawionym w Sandomierzu 23 lutego 1254 r. kilkukrotnie wymienia Zator.
28 maja 1260 r. w łacińskim dokumencie Władysława opolskiego wydanym w Raciborzu miejscowość wymieniona jest jako Zathar.
Nazwę miejscowości w zlatynizowanej staropolskiej formie Zathor wymienia w latach (1470–1480) Jan Długosz w księdze Liber beneficiorum dioecesis Cracoviensis. Sebastian Fabian Klonowic pisał w 1595 r. w poemacie krajobrazowo-obyczajowym Flis, to jest spuszczanie statków Wisłą i inszymi rzekami do niej przypadającymi:

gdy coraz dawny zamula a torem mknie Wisła nowym, zowią to zatorem.

W roku 1613 śląski regionalista i historyk Mikołaj Henel z Prudnika wymienił miejscowość w swoim dziele o geografii Śląska (i sąsiednich terenów małopolskich) pt. Silesiographia podając jej łacińską nazwę: Zatoria. Staropolską nazwę Zatór w 1867 roku podał Jan Nepomucen Gątkowski w książce Rys dziejów księstwa oświęcimskiego i zatorskiego.
Funkcjonująca w średniowieczu nazwa niemiecka Neustadt (Neuenstadt) znaczy nowe miasto.

## Historia

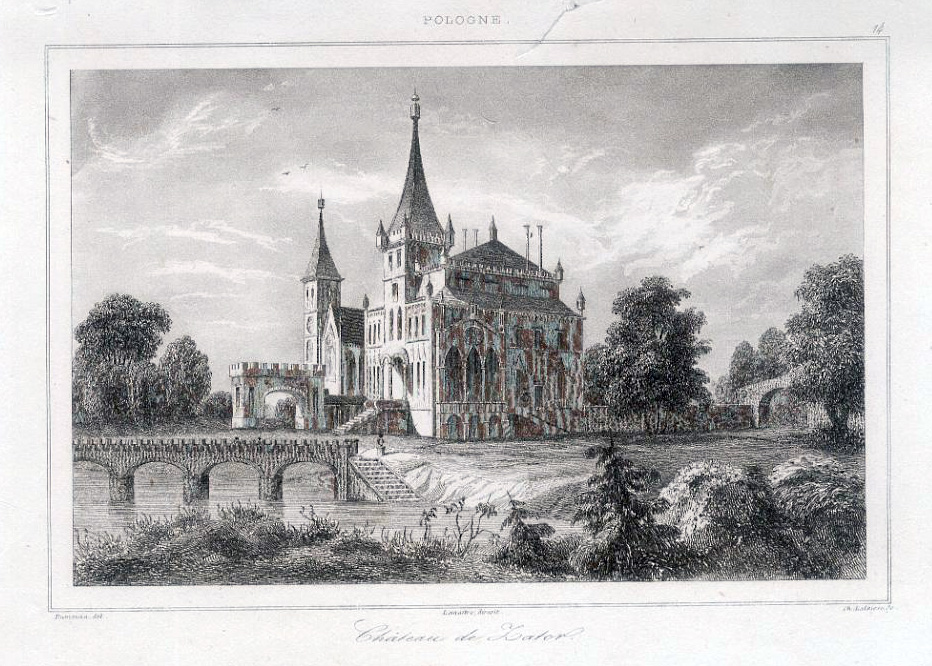
Staloryt Chateau de Zator / Zamek w Zatorze z pracy C. Forstera, Pologne, Paryż 1840, sygnowany Ch. Lataisse

W 1179 roku prawdopodobnie powstał w miejscu lokalizacji Zatora gródek graniczny mający strzec szlaku handlowego prowadzącego z Krakowa na Śląsk. W 1228 roku notowane są pierwsze zapiski o wsi Zator. W 1292 roku uzyskał prawa miejskie z nadania księcia cieszyńskiego Mieszka. Zator otrzymał prawo składu w 1292 roku. Zasadźcami nowego miasta byli Rydygier i Piotr, wcześniej biorący udział w zakładaniu pobliskich Kęt. Tym razem również sprowadzili osiedleńców z Niemiec, a obok nazwy polskiej używano niemieckiej nazwy Neustadt (Newenstadt, Neestad), dlatego czasem zaliczano miejscowość do bielskiej wyspy językowej.
Od 1315 roku miasto było częścią księstwa oświęcimskiego. W latach 1445–1564 stolica księstwa zatorskiego powstałego z podziału księstwa oświęcimskiego.
W 1456 roku księstwo zatorskie zostało zhołdowane Polsce, dzięki czemu nastąpiła ponowna integracja terenów księstwa zatorskiego, jak i samego Zatora, z Małopolską. W 1494 roku ostatni książę zatorski Janusz sprzedał księstwo królowi Janowi Olbrachtowi, zachowując prawo dożywotniego władania.
W 1513 roku włączony bezpośrednio do Korony Królestwa Polskiego (już jako część Małopolski). W 1564 roku wraz z całym księstwem oświęcimskim i zatorskim leżał w granicach korony w powiecie śląskim województwa krakowskiego jako siedziba starostwa niegrodowego. Po unii lubelskiej w 1569 roku księstwo Oświęcimia i Zatora (jako część ziemi krakowskiej) stało się częścią Rzeczypospolitej Obojga Narodów, w której pozostawało do I rozbioru w 1772 roku będąc w składzie prowincji małopolskiej. W XVI i XVII w. – centrum reformacji. W XV i XVI w. w Zatorze zbierał się sąd ziemski ławniczy zwany gajonym. Po inkorporacji, wprowadzono prawo ziemskie polskie, na podstawie którego utworzono w mieście sąd ziemski, który orzekał przez blisko sto lat, do połowy XVII w. Po stuletniej przerwie, w 1765 roku wznowił działalność, jednak władze zaborcze zlikwidowały go w 1784 roku.
Po rozbiorach Zator znalazł się w zaborze austriackim, wchodząc w skład Królestwa Galicji i Lodomerii. W 1786 roku Ewaryst Andrzej, hr. Kuropatnicki w swym „Opisaniu królestw Galicyi i Lodomeryi” podał: Zator. Tu bywały sejmiki, sądy ziemskie i grodzkie. Akta tych xięstw w zamku, który znakomicie ozdobił i mieszkalnym uczynił teraz dziedzic JW. hrabia Dunin, przedtem starosta tutejszy, kawaler orderu ś. Stanisława. W latach 1772–1918 cesarze austriaccy tytułowali się książętami Zatora (Herzog von Zator).
W 1778 roku rząd austriacki sprzedał dobra zatorskie ostatniemu staroście Fryderykowi Piotrowi Duninowi. Od tej pory, aż do drugiej wojny światowej, zatorszczyzna była w posiadaniu możnych rodów: Duninów, Poniatowskich, Tyszkiewiczów, Wąsowiczów, Potockich z tzw. linii wilanowskiej, ostatniej z linii krzeszowickiej. Uruchomienie linii kolejowej Skawina - Oświęcim przyczyniło się do ponownego ożywienia życia gospodarczego miasta. Powstawały nowe zakłady wytwórcze, rozwijało się rzemiosło, głównie plecionkarstwo i wikliniarstwo, kwitł handel, prosperowała gospodarka rybna.
W latach 1815–1866 – na mocy postanowień kongresu wiedeńskiego Zator, pozostając częścią austriackiej Galicji, został włączony do Związku Niemieckiego. Od XIX w. rozwijał się w mieście drobny przemysł, jednak coraz bardziej odstawało ono gospodarczo od sąsiednich, większych ośrodków. Od 1865 roku działa w mieście Straż Ogniowa, od 1871 roku Czytelnia Miejska, od 1891 roku Sąd Grodzki, od 1892 roku Urząd telegraficzny, od 1895 roku Towarzystwo Zaliczkowe (obecnie Bank Spółdzielczy). W 1896 roku Zator został pozbawiony praw miejskich, które odzyskał dopiero w 1934. W 1918 roku, po odzyskaniu przez Polskę niepodległości, Zator został włączony w skład województwa krakowskiego. Podczas II wojny światowej został bezpośrednio wcielony do III Rzeszy. Okupacja niemiecka Zatora zakończyła się 26 stycznia 1945 roku, kiedy do miasta wkroczyła Armia Czerwona. W latach 1975–1998 w woj. bielskim.

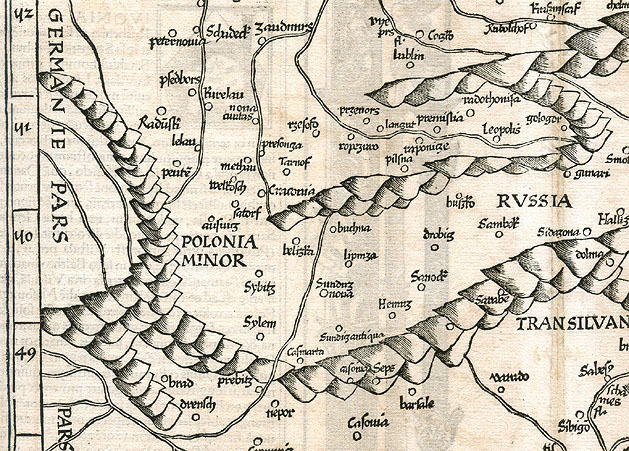
Martin Waldseemüller, fragment mapy Małopolski z zaznaczonym Zatorem (Sator), 1507 r.
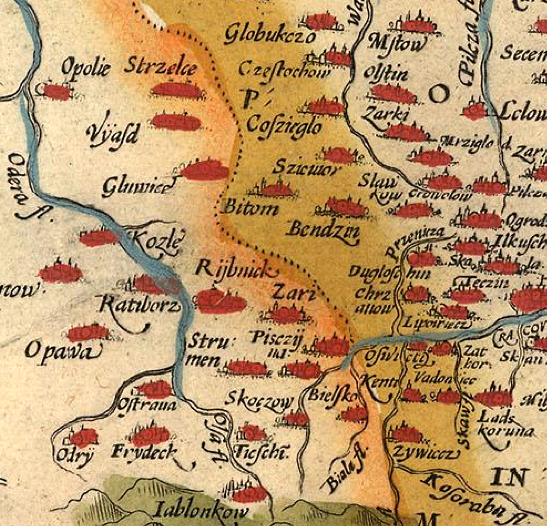
Zator w granicach Korony Królestwa Polskiego na mapie Wacława Grodzieckiego wydanej w 1592
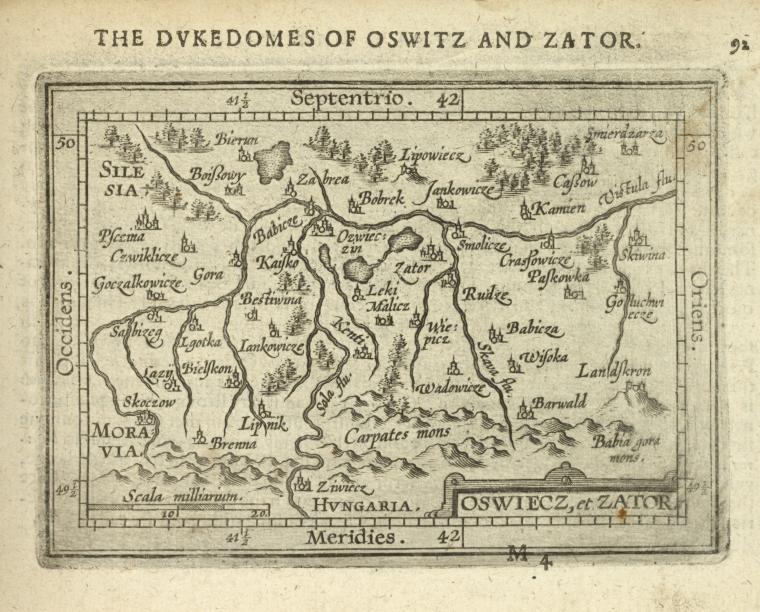
Zator na starej mapie Księstwa Oświęcimskiego i Księstwa Zatorskiego – Abraham Ortelius (1603)

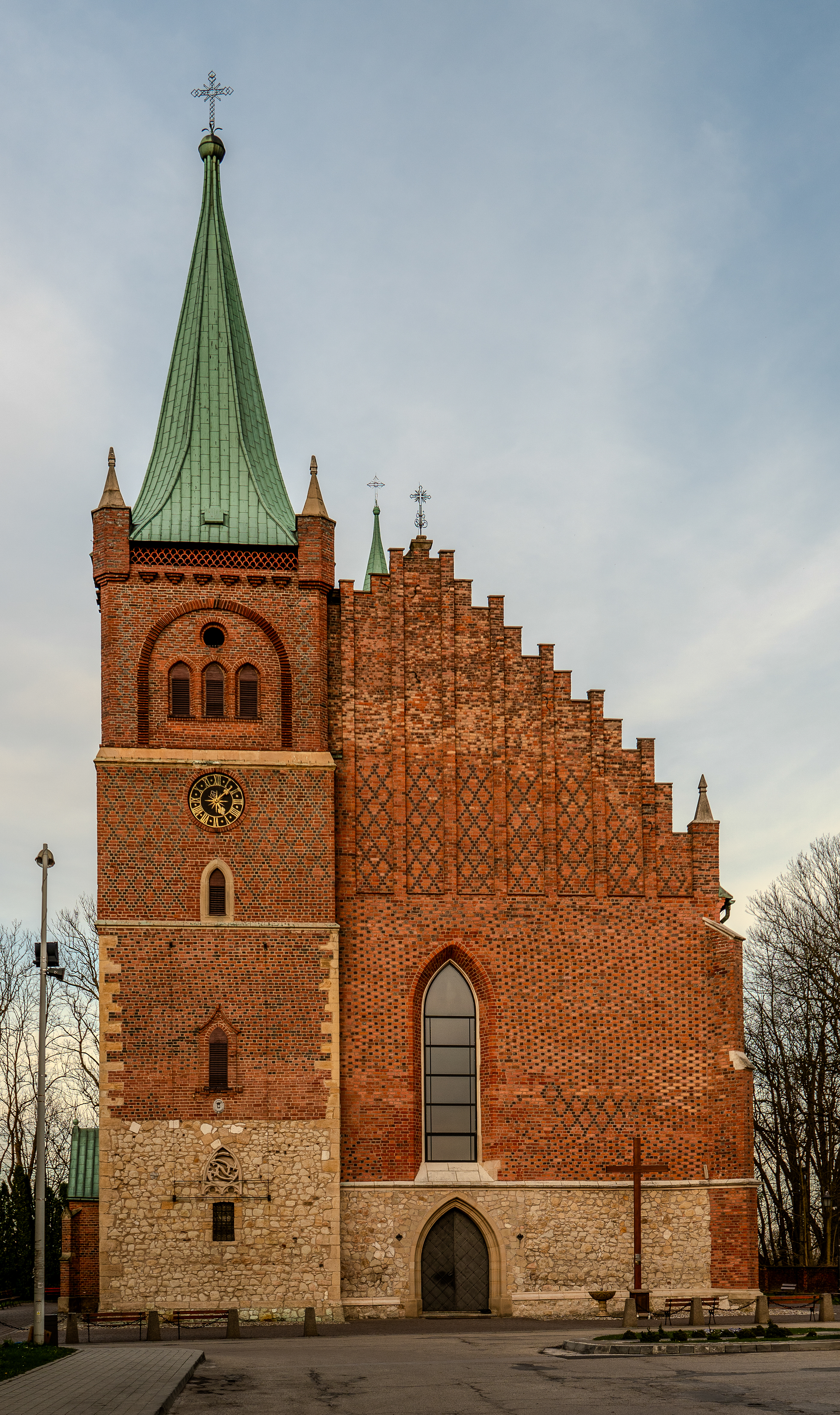
Kościół par. pw. św. Wojciecha i św. Jerzego z 1393 roku

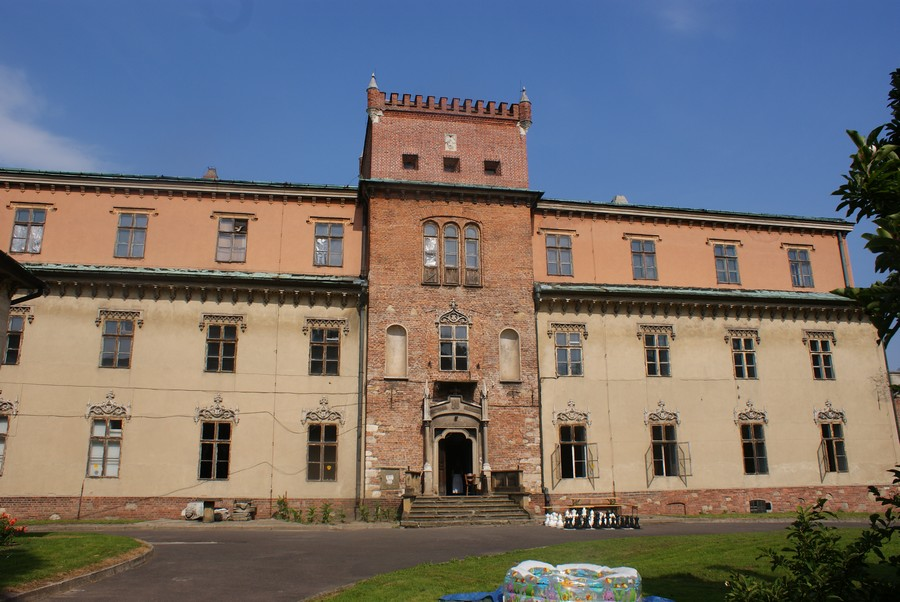
Zamek w Zatorze

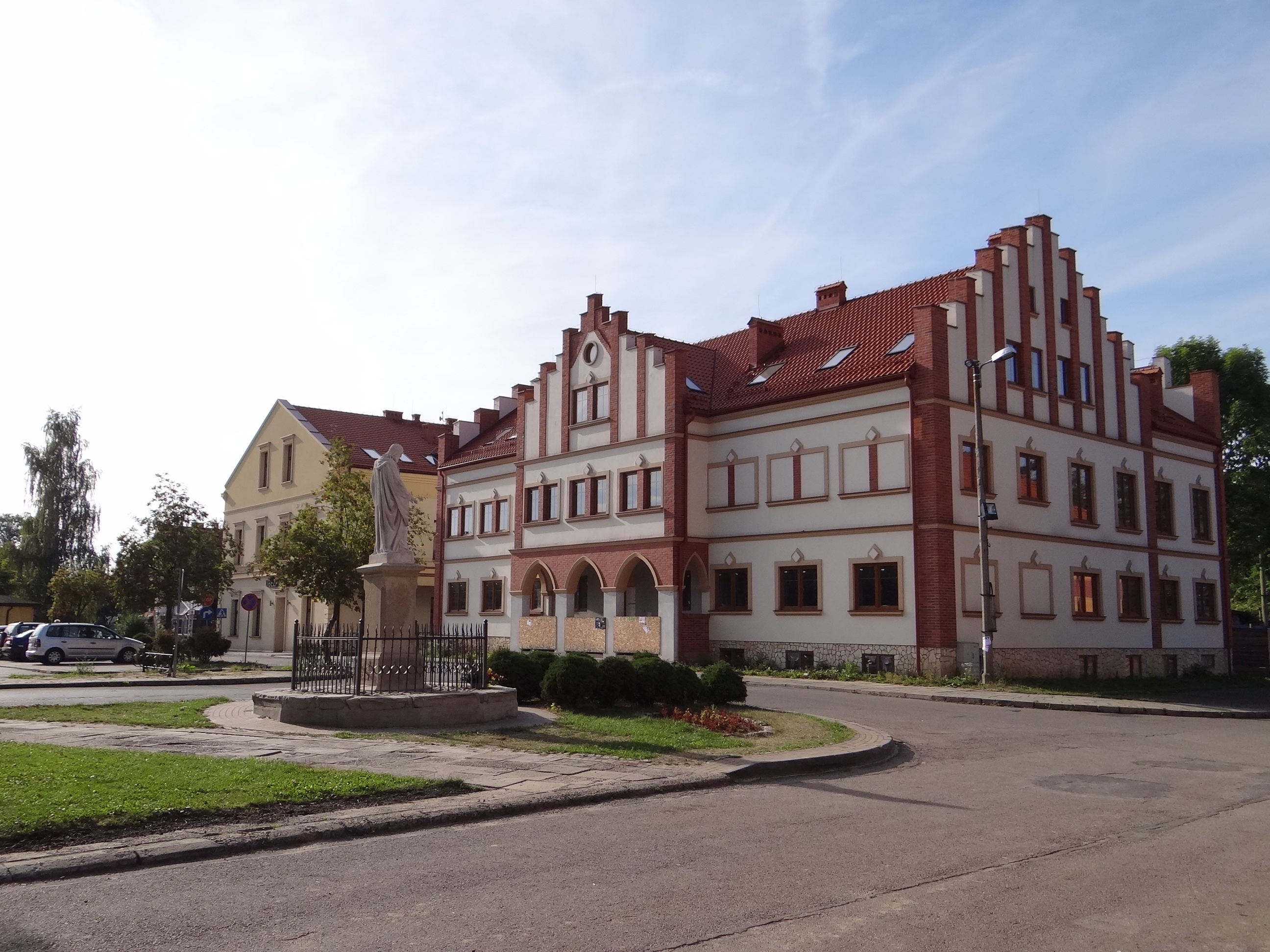
Kamienice przy rynku

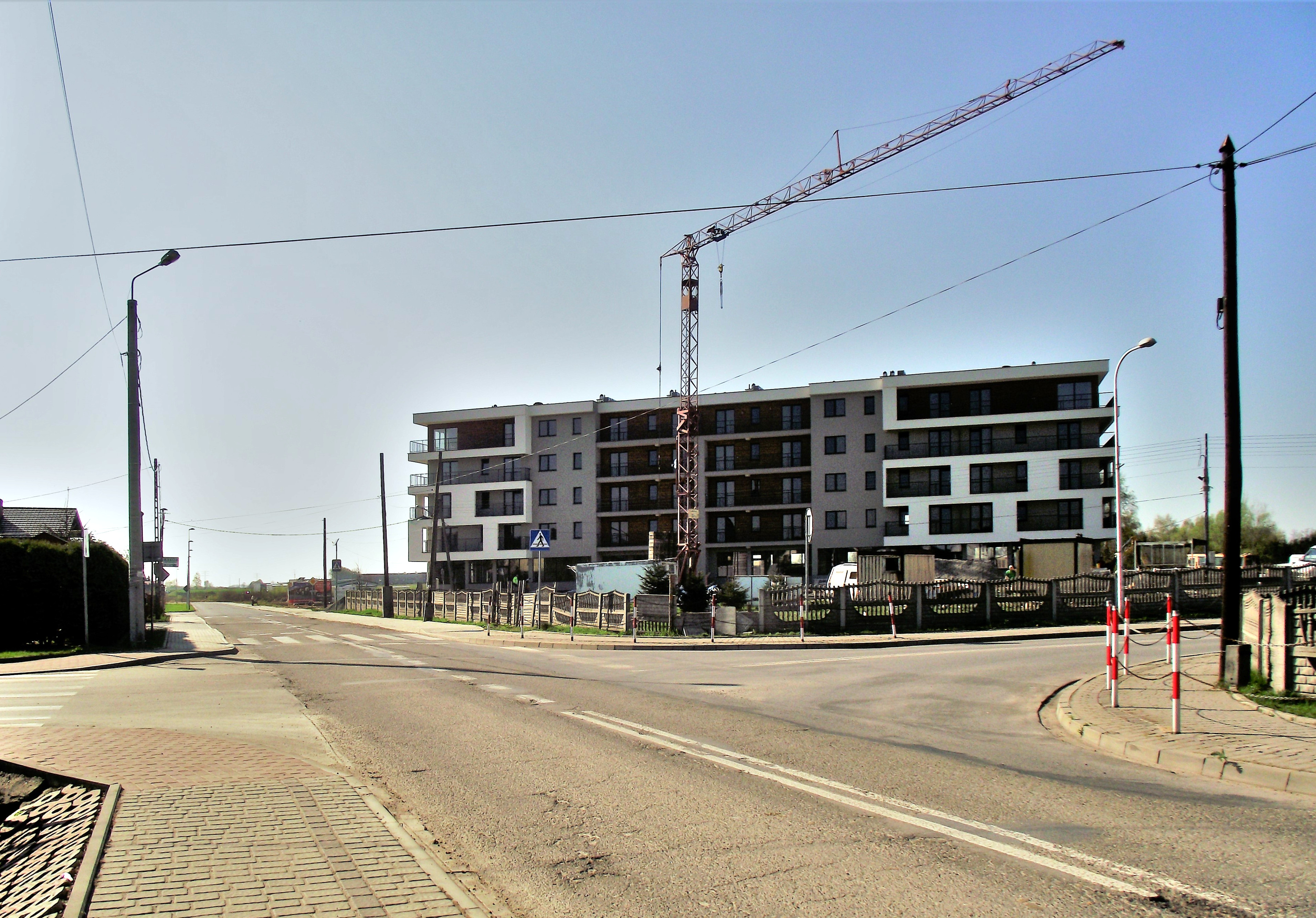
Nowe budownictwo przy ul. Jana Pawła II

## Zabytki
Obiekt wpisany do rejestru zabytków nieruchomych województwa małopolskiego.
- Układ urbanistyczny.
- Kościół pw. św. Wojciecha i św. Jerzego.
Kościół parafialny z 1393 r. Gotycki z elementami neogotyku. Kilkukrotnie restaurowany, ostatnio w latach 1959–1973 z częściową przebudową wnętrza. Obok kościoła grobowiec księżnej Apolonii Poniatowskiej, właścicielki dóbr zatorskich w XVIII / XIX w. W krypcie pod kościołem spoczywają kolatorzy zatorskiej świątyni m.in. Anna z Tyszkiewiczów Potocka-Wąsowiczowa i jej mąż gen. St. Wąsowicz, adiutant Napoleona I oraz Maurycy i Ludwika Potoccy. Wewnątrz kościoła neogotycki ołtarz z obrazem Matki Boskiej Śnieżnej okrytym srebrną sukienką oraz droga krzyżowa autorstwa słowackiego malarza Bohuna. Obraz Chrystusa w koronie cierniowej, dwa inne w nawie prawej. Tył wnętrza kościoła nowoczesny, żelbetonowy. Chór organowy modernistyczny. Organy dwuwieżowe, piszczałkowe o barokowym brzmieniu, nowoczesne. Jest to kościół dziekański.

- Wozownia/oficyna pl. Kościuszki 4;
- pałac, otoczenie, park tarasowy, oficyna (tzw. „portierówka”), brama z fragmentem muru obwodowego.
Obiekt pierwotnie o cechach obronnych, książęcy z 1445 r., przebudowany na rezydencję magnacką. Gruntownie odrestaurowany przez Potockich w 1836 r. według projektu F.M. Lanciego, następnie po wojnie w latach 1960–1970. Sale na parterze udostępnione zwiedzającym;

- wczesnośredniowieczne grodzisko.

### Inne zabytki
- Relikty fortyfikacji miejskich – zachowane fragmenty średniowiecznych obwarowań miejskich w zachodniej części miasta.
- Kompleksy stawów rybnych o średniowiecznej genezie.
- Cmentarz komunalny z 1784 r.
- Cmentarz żydowski z poł. XIX w.
- Aleja lipowa – pomnik przyrody.
- Folwark „Podlipki”.
- Figury (m.in. św. Jana Kantego, św. Jana Nepomucena i wiele innych) oraz liczne krzyże przydrożne
- Park z XIX w.

## Gospodarka i przemysł

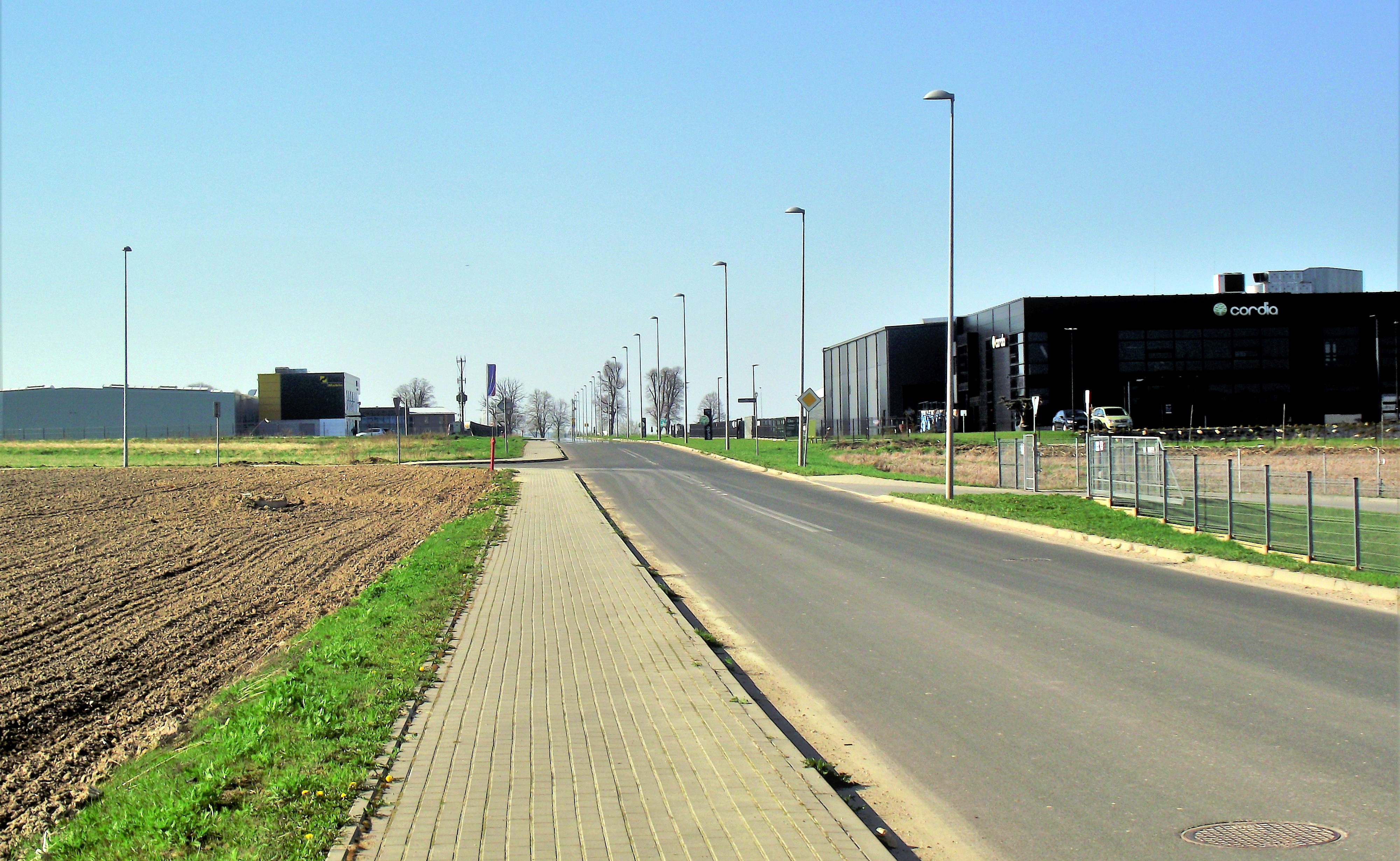
Strefa Aktywności Gospodarczej

W latach 2009–2012 oddano pod inwestycje blisko 40 ha uzbrojonych infrastrukturalnie terenów z zaprojektowanym dogodnym rozwiązaniem komunikacyjnym, w tym 30 ha na działalność przemysłową i 8 ha pod usługi. Wydzielone 4,9 ha zatorskiej strefy zostało włączone w Specjalną Strefą Ekonomiczną, podstrefę Krakowskiego Parku Technologicznego. Docelowo SAG-SSE Zator obejmie ponad 100 ha terenów inwestycyjnych.

## Turystyka

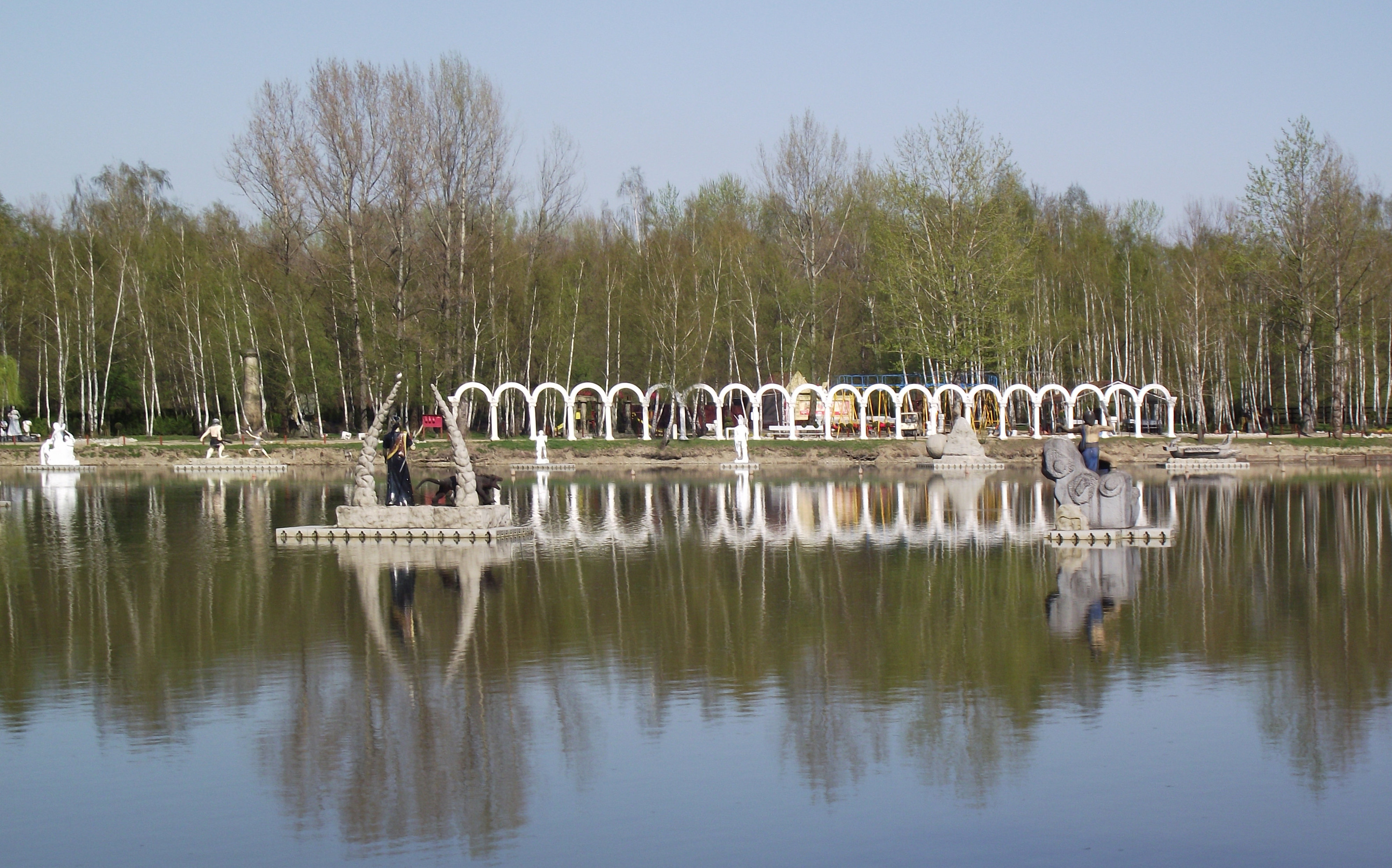
Park Mitologii

- Lunapark „Zatorland” w skład którego wchodzi Park Ruchomych Dinozaurów, Park Mitologii, Park Świętego Mikołaja, Park Bajek i Stworzeń Wodnych oraz Park Owadów. Na terenie Lunaparku znajduje się między innymi kino 5D.[17]
- Największy w Polsce rodzinny park rozrywki „Energylandia”, otwarty 14 lipca 2014 r.
- Łowiska wędkarskie, m.in.: Podlipki, Zakole A, Zbiornik Piastowski, Zbiornik Tęczak.
- Trasy rowerowe o różnym stopniu trudności m.in.: Dookoła Doliny Karpia, Dookoła Stawów Pełnych Karpia, Szlak Wiślany.
- Ośrodek wypoczynkowy stylizowany na dziki zachód Western Camp Resort.

## Sport
- piłka nożna – LKS Zatorzanka Zator
- siatkówka – Sokół Zator
- kolarstwo – UKS Sokół Goodman Zator
- zapasy – UKS Start Zator

## Transport
- Droga krajowa nr 28: Zator – Wadowice – Nowy Sącz – Przemyśl – Medyka – granica państwa
- Droga krajowa nr 44: Gliwice – Tychy – Oświęcim – Kraków
- Droga wojewódzka nr 781: Chrzanów – Zator – Andrychów – Łękawica
- Linia kolejowa nr 94: Kraków Płaszów – Oświęcim

## Współpraca międzynarodowa
Miasta i gminy partnerskie:
- Berekfürdő, Węgry
- Bojnice, Słowacja
- Terchová, Słowacja
- Brig-Glis, Szwajcaria[18]